# 집으로 가는 길 (2013년 영화)
《집으로 가는 길》은 2013년 12월 11일에 개봉한 한국영화이다. 프랑스의 오를리 공항에서 주부 장미정씨가 마약범으로 오인받아 프랑스령 마르티니크에 2년 동안 억류되었던 실화를 바탕으로 한 영화이다.

## 캐스팅
- 전도연 : 송정연 역
- 고수 : 김종배 역
- 강지우 : 김혜린 역
- 최민철 : 문도 역
- 류태호 : 방영사 역
- 이동휘 : 광식 역
- 조안나 쿠릭 : 얄카 역
- 코린 마시에로 : 헬보이 역
- 강소이 : 우체국 직원 역
- 배성우 : 추태윤 과장 역
- 허준석 : 수재 역
- 박지일 : 이 수사관 역
- 박윤희 : 신 PD 역
- 이도경 : 주 실장 역
- 서진원 : 상철 역
- 오연아 : 수지 역
- 박지환 : 태광 역
- 조승연 : 남 주사 역
- 신창수 : 주실장 부하 1 역
- 송욱경 : 주실장 부하 3 역
- 여현 : 주불대사관 직원 1 역
- 이민웅 : 주불대사관 직원 2 역
- 박형수 : 서울지검 수사관 1 역
- 김주헌 : 서울지검 수사관 2 역
- 김정수 : 접대받는 의원 2 역
- 서병철 : 취조 형사 역
- 장광 : 주불 대사 역 (특별출연)
- 김해곤 : 대리운전 차주 역 (특별출연)

## 제작진
- 감독 - 방은진

## 수상
- 2014년 제5회 올해의 영화상 여우주연상 전도연